# Adolphe Bosquet
Adolphe Jean Joseph Bosquet (Brussel, 30 juli 1801 - Rixensart, 4 april 1872) was een Belgisch advocaat.

## Biografie

### Familie
Adolphe Bosquet was een kleinzoon van François-Jacques Bosquet, gemeenteraadslid en zegelbewaarder van Mariembourg, en een zoon van Jean-Baptiste Bosquet, schout van het Land van Duffel, en Joséphine de la Croix. Hij was een broer van Gustave Bosquet, gemeenteraadslid van Brussel en Sint-Gillis, volksvertegenwoordiger en raadsheer in het Hof van Cassatie.
Hij trouwde in 1832 in Brussel met Françoise Bourgeois (1810-1887), dochter van Balthazar Bourgeois, volksvertegenwoordiger en raadsheer in het Hof van Cassatie. Ze kregen een zoon en vier dochters.
- Jules Bosquet (1833-1887), burgemeester van Rixensart, trouwde in 1862 in Brussel met Marie Allard (1838-1898), dochter van Pierre-Emile Allard, voorzitter van de rechtbank van koophandel in Brussel, en nicht van Joseph Allard, Ernest Allard en Victor Allard. Ze waren de schoonouders van baron Paul Terlinden, advocaat, burgemeester van Rixensart en volksvertegenwoordiger.
- Elise Bosquet (1836-1923), trouwde met Pierre-François Kerckx (1830-1879). Ze waren de schoonouders van Léon de Lantsheere (1862-1912), hoogleraar aan de Katholieke Universiteit Leuven, provincieraadslid van Brabant, volksvertegenwoordiger en minister van Justitie, en hun kleindochter trouwde met burggraaf Raoul Hayoit de Termicourt.
- Marie-Jeanne Bosquet (1838-1923), trouwde in 1865 in Sint-Gillis met John Siltzer (1821-1889). Ze waren de grootouders van graaf Gatien du Parc Locmaria.
- Jeanne Bosquet (1850-1942), trouwde in 1872 in Sint-Gillis met Auguste Nieuwenhuys (1845-1912). Ze kregen drie zoons, onder wie Adrien Nieuwenhuys, ambassadeur, en Jean (John) Nieuwenhuys, burgemeester van Beuzet, die met een kleindochter van Ernest Solvay trouwde.

### Loopbaan
Bosquet promoveerde tot doctor in de rechten aan de Katholieke Universiteit Leuven en werd in 1824 advocaat aan de balie van Brussel. In 1832 werd hij advocaat bij het Hof van Cassatie.
Bosquet schreef verschillende bijdragen in Journal belge des conseils de fabrique et du contentieux des cultes.

## Publicaties (selectie)
- Dissertatio inauguralis juridica de jure venandi, Leuven, 1824.
- Expulsion des étrangers. Question concernant l'application de la loi de 22 septembre 1835. Mémoire à la Cour de cassation en cause de M. l'administrateur de la Sûreté publique contre Marguerite Jonas, Brussel, 1848.